# Campeonato salvadoreño 1963-64
El Campeonato salvadoreño de fútbol 1963-64 fue la decimocuarta edición de la Primera División de El Salvador de fútbol profesional salvadoreño en la historia.

## Desarrollo
El campeón de esta edición fue el Águila, obteniendo su tercer título. El subcampeón fue la Juventud Olímpica por segunda vez.

## Equipos participantes
| Club                       | Ciudad       | Departamento |
| -------------------------- | ------------ | ------------ |
| Águila                     | San Miguel   | San Miguel   |
| Alianza                    | San Salvador | San Salvador |
| Atlante San Alejo          | San Alejo    | La Unión     |
| Atlético Marte             | San Salvador | San Salvador |
| Dragón                     | San Miguel   | San Miguel   |
| FAS                        | Santa Ana    | Santa Ana    |
| Juventud Olímpica          | Acajutla     | Sonsonate    |
| 11 Municipal               | Ahuachapán   | Ahuachapán   |
| Quequeisque                | Santa Tecla  | La Libertad  |
| Universidad de El Salvador | San Salvador | San Salvador |

## Tabla de posiciones
| Pos.            | Equipos                    | PJ  | PG | PE | PP | GF  | GC  | Dif. | Pts. |
| --------------- | -------------------------- | --- | -- | -- | -- | --- | --- | ---- | ---- |
| 1.              | Águila                     | 18  | 10 | 4  | 4  | 34  | 23  | 11   | 24   |
| 2.              | Juventud Olímpica          | 18  | 7  | 7  | 4  | 23  | 19  | 4    | 21   |
| 3.              | FAS                        | 18  | 7  | 6  | 5  | 24  | 18  | 6    | 20   |
| 4.              | Alianza                    | 18  | 8  | 4  | 6  | 27  | 22  | 5    | 20   |
| 5.              | Atlante San Alejo          | 18  | 5  | 8  | 5  | 17  | 21  | -4   | 18   |
| 6.              | Atlético Marte             | 18  | 6  | 4  | 8  | 19  | 22  | -3   | 16   |
| 7.              | Quequeisque                | 18  | 7  | 2  | 9  | 16  | 19  | -3   | 16   |
| 8.              | 11 Municipal               | 18  | 5  | 6  | 7  | 21  | 27  | -6   | 16   |
| 9.              | Universidad de El Salvador | 18  | 6  | 3  | 9  | 20  | 23  | -3   | 15   |
| 10.             | Dragón                     | 18  | 5  | 4  | 9  | 23  | 30  | -7   | 14   |
| Equipos 1963-64 | Equipos 1963-64            | 180 | 66 | 48 | 66 | 224 | 224 | 0    | 180  |

|  |             |
|  | Play-off.   |
|  | Descendido. |

| Campeón          |
| Águila 3° Título |